# Cultura srubna

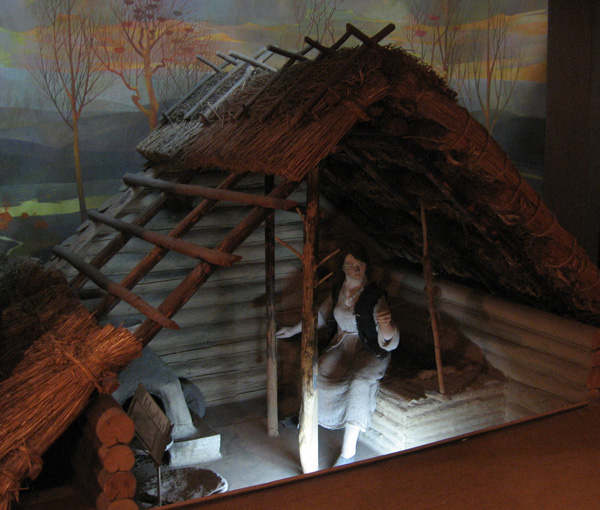
Cabaña reconstruida de la cultura de Srubna.

La cultura srubna (del ruso: Сру́бная культу́ра); en ucraniano: Зрубна́ культу́ра, también cultura de las tumbas de madera, fue una cultura de la Edad del Bronce tardía (siglos XVI-IX a. C.). Es sucesora de la cultura yamna, de la cultura de las catacumbas y de la cultura de Abáshevo.
Ocupaba el área compredida entre la costa septentrional del mar Negro desde el río Dniéper hacia el este por encima de las vertientes septentrionales del Cáucaso hasta las costas del mar Caspio, cruzando el río Volga, hasta los límites de la aproximadamente contemporánea cultura andrónovo.
El nombre deriva del ruso cруб (srub), "marco de madera", por la forma en que eran construidas las tumbas. Se enterraban partes de animales con los cuerpos.
La economía era agrícola mixta y pasto de ganado. Se ha sugerido que los cimerios históricos descenderían de esta cultura.
La cultura srubna fue sucedida por los escitas y sármatas en el I milenio a. C. y por los jázaros y cumanos en el I milenio d. C.

## Artefactos
|  |  |  |  |